# Filip Vaško
Filip Vaško (Rožňava, 11 agosto 1999) è un calciatore slovacco, difensore dello Zemplín Michalovce.

## Carriera

### Club
Inizia a giocare a calcio presso la squadra della sua città prima di passare al VSS Košice nel 2012. Nell'agosto 2016 viene acquistato dall'Udinese che lo acquista a titolo definitivo aggregandolo al proprio settore giovanile; con il club friulano ottiene alcune convocazioni in prima squadra senza però riuscire ad esordire in Serie A.
Nel 2020 fa ritorno in patria passando a titolo definitivo allo Zemplín Michalovce ed il 12 settembre fa il suo esordio fra i professionisti in occasione dell'incontro di Superliga pareggiato 1-1 contro l'AS Trenčín.

### Nazionale
Ha giocato nelle nazionali giovanili slovacche Under-17, Under-18 ed Under-20.

## Statistiche

### Presenze e reti nei club
Statistiche aggiornate al 25 settembre 2021.
| Stagione        | Squadra            | Campionato      | Campionato | Campionato | Coppe nazionali | Coppe nazionali | Coppe nazionali | Coppe continentali | Coppe continentali | Coppe continentali | Altre coppe | Altre coppe | Altre coppe | Totale | Totale |
| Stagione        | Squadra            | Comp            | Pres       | Reti       | Comp            | Pres            | Reti            | Comp               | Pres               | Reti               | Comp        | Pres        | Reti        | Pres   | Reti   |
| --------------- | ------------------ | --------------- | ---------- | ---------- | --------------- | --------------- | --------------- | ------------------ | ------------------ | ------------------ | ----------- | ----------- | ----------- | ------ | ------ |
| 2020-2021       | Zemplín Michalovce | SL              | 21         | 2          | CS              | 1               | 0               |                    | -                  | -                  |             | -           | -           | 22     | 2      |
| 2021-2022       | Zemplín Michalovce | SL              | 8          | 1          | CS              | 0               | 0               |                    | -                  | -                  |             | -           | -           | 8      | 1      |
| Totale carriera | Totale carriera    | Totale carriera | 29         | 3          |                 | 1               | 0               |                    | -                  | -                  |             | -           | -           | 30     | 3      |